# Горличка болівійська
Горличка болівійська (Metriopelia melanoptera) — вид голубоподібних птахів родини голубових (Columbidae). Мешкає в Андах.

## Опис

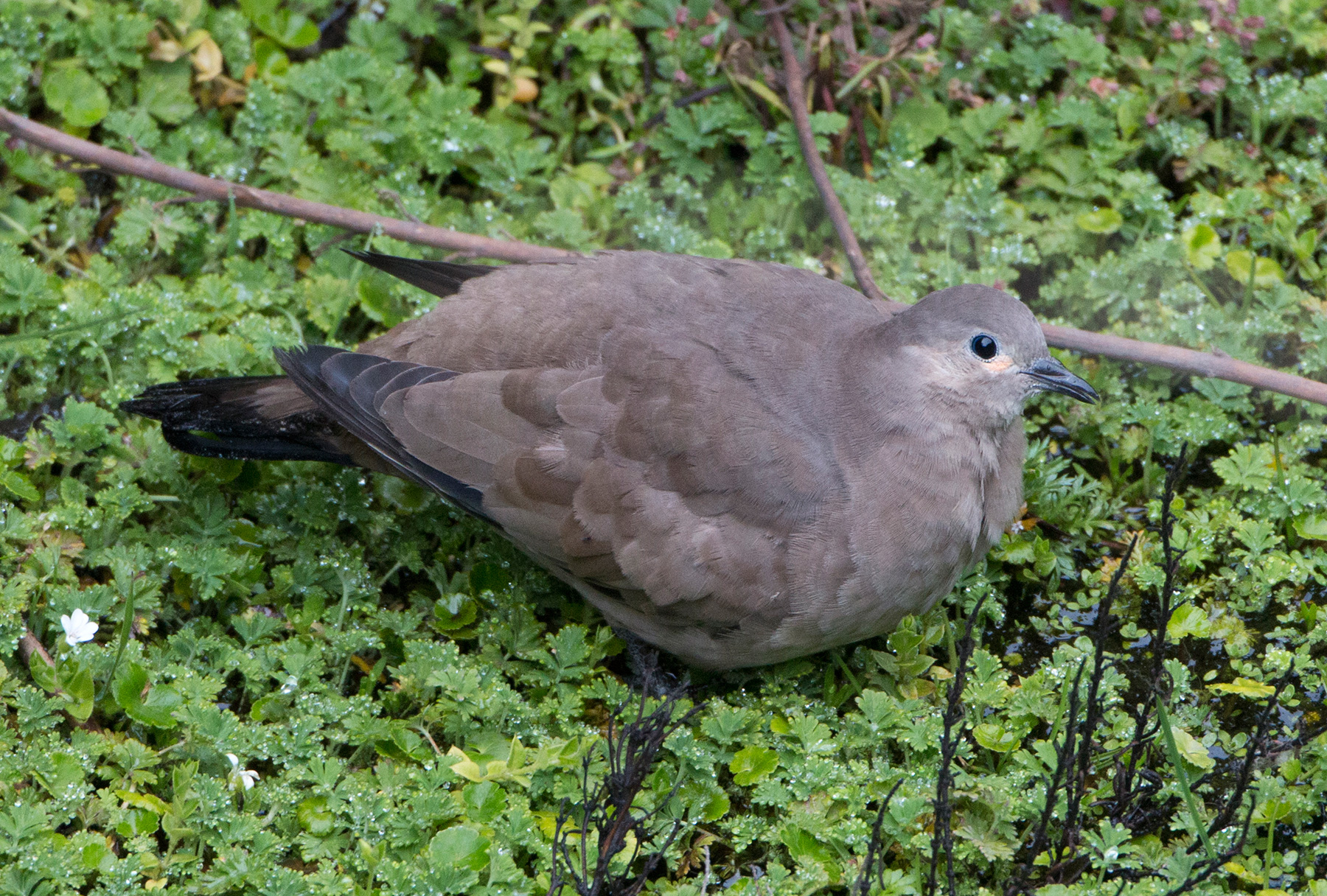
Болівійська горличка (схили Чимборасо, Еквадор)

Довжина птаха становить 21-23 см, самці важать 89-114 г, самиці 86-96 г. У самців верхня частина тіла сірувато-коричнева або рожевувато-коричнева. Горло білувате, нижня частина тіла охристо-рожевувата, боки сірі. Крила сіруваті з білими краями. Райдужки зеленуваті або карі, під очима невеликі оранжеві плями голої шкіри. У самиць верхня частина тіла більш темно-коричнева, нижня частина тіла менш рожева. Молоді птахи не мають рожевуватого відтінку в оперенні, пера у них мають охристі краї. У представників підвиду M. m. saturatior верхня частина тіла більш темно-сіра, нижня частина тіла менш рожева.

## Підвиди
Виділяють два підвиди:
- M. m. saturatior Chubb, C, 1918 — Анди на південному заходу Колумбії і в Еквадорі;
- M. m. melanoptera (Molina, 1782) — Анди в Перу, Болівії, Чилі і Аргентині.

## Поширення і екологія
Болівійські горлички мешкають в Колумбії, Еквадорі, Перу, Болівії, Чилі і Аргентині. Популяції, що мешкають на крайньому півдні Аргентини і Чилі, зокрема на Вогняній Землі, взимку мігрують на північ. Болівійські горлички живуть в посушливих, кам'янистих гірських місцевостях, на кам'янистих схилах, місцями порослих чагарниками, та на високогірних луках парамо і пуна, на висоті від 2000 до 4400 м над рівнем моря. Вони часто зустрічаються на відкритих пасовищах і полях, а також в людських поселеннях. Живляться насінням, яке шукають на землі. Сезон розмноження в Колумбії й Еквадорі триває з серпня по жовтень, в Перу — з березня по травень, в Аргентині та Чилі — з листопада по квітень. Гніздо являє собою платформу з гілочок, розміщується в чагарникових або кактусових заростях, на висоті до 3 м над землею, іноді на землі. У кладці 2 яйця, інкубаційний період триває 14 днів.